# Lygropia anthracopis
Lygropia anthracopis là một loài bướm đêm trong họ Crambidae.